# ألبانو فيرسيلسي
ألبانو فيرسيلسي هي بلدية في مقاطعة فرشيلي التابعة لإقليم بييمونتي الإيطالي، تقع على بعد حوالي 70 كيلومتر (43 ميل) إلى الشمال الشرقي من مدينة تورينو وحوالي 13 كيلومتر (8 ميل) إلى الشمال من فيرتشيلي.
على الرغم من أن اسمها من الأسماء الرومانية، فإن ألبانو موثقة فقط من القرن العاشر. في عام 1335 أصبحت إقطاعية من دوقية ميلانو (فيسكونتي). وأصبحت جزءا من دوقية سافوي في 1407.
تقع ألبانو فيرسيلسي حدود البلديات التالية: كولوبيانو، جريجيو، أولدينكو، سان نازارو سيشيا، فيلاربويت. وهي موطن لقلعة حافظت على أجزائها من القرن الرابع عشر. تحتوي حنية مصلى الثالوث المقدس على لوحات جصية تعود إلى القرن الخامس عشر.

## السكان
في سنة 1861 بلغ عدد السكان 845 نسمة، وتطور العدد ليصل في سنة 2011 لـ 334 نسمة.
يظهر هذا المخطط البياني تطور النمو السكاني لـ ألبانو فيرسيلسي